# Сахара Найт
Саха́ра Найт (англ. Sahara Knite), настоящее имя — Саи́да Вора́джи (англ. Saeeda Vorajee; 4 февраля 1975, Лондон, Англия, Великобритания) — британская фотомодель, актриса

 и порноактриса.

## Биография
Саида Вораджи (настоящее имя Сахары Найт) родилась 4 февраля 1975 года в Лондоне (Англия, Великобритания).
Прежде чем стать моделью, Сахара три года проработала в индустрии моды в качестве менеджера по текстилю и технолога по одежде. С января 2006 года она работает в Лондоне и Лос-Анджелесе. В 2011—2012 годы она играла роль Армеки в телесериале «Игра престолов».

## Избранная фильмография
| Год       |   | Русское название | Оригинальное название | Роль   |
| --------- | - | ---------------- | --------------------- | ------ |
| 2011—2012 | с | Игра престолов   | Game of Thrones       | Армека |